# Томбили
Томбили (турски назив за буцмаст) (место рођења и датум непознати, угинуо 1. августа 2016. године) био је улични мачак из Истанбула. Био је међународно познат по фотографији на којој позира налакћен на зидић тротоара.Град Истанбул је статуом одао почаст Томбилију након његове смрти.

## Живот
Томбили (уобичајени турски надимак за буцмастог љубимца) је била улична мачка која је живела у истанбулском округу Кадикој. Медијски извештаји наводе Томбилијев пол као мушки, међутим, то је није потврђено.
Томбили је постао популаран међу становницима суседства због своје љубазности и начина на који се ослања на степенице.
Због фотографија његове позе које су се прошириле интернетом, мачак је преко друштвених мрежа стекао популарност широм света и тако постао интернет феномен.У округу Кадикој је стекао култни статус. Године 2016. Томбили се тешко разболео и угинуо почетком августа.

## Споменик
Након његове смрти, петиција за одавање почасти његовом сећању добила је 17.000 потписа, а градоначелник Кадикоја Ајкурт Нухоглу пристао је да званично обележи његов живот. Локални вајар, Севал Шахин, направио је скулптуру која је реконструисала позу која му је донела славу и која је инаугурисана 4. октобра 2016. године.
Стотине људи је дошло да ода почаст, а заменик градоначелника Кадикоја Башар Нечипоглу је говорио на догађају, који је емитован на турској ТВ.

### Крађа и повратак
Месец дана касније, скулптура је нестала. Фотографија подељена на друштвеним мрежама показује да статуа недостаје, остављајући за собом само месингану плочу скулптуре.
Општина Кадикој саопштила је 8. новембра 2016. да је статуа украдена, што је изазвало негодовање и забринутост како у Турској тако и другде. "Они су украли статуу Томбилија. Они су непријатељи свега лепог. Све што знају је мржња, сузе и рат", рекао је турски посланик Тунцаи Озкан. Међутим, 10. новембра 2016. статуа је безбедно враћена.